# Puntius ophicephalus
Puntius ophicephalus е вид лъчеперка от семейство Шаранови (Cyprinidae). Видът е застрашен от изчезване.

## Разпространение
Разпространен е в Индия (Керала).